# Jens Christian Hostrup
Jens Christian Hostrup (født 20. maj 1818 i København, død 21. november 1892 på Frederiksberg) var en dansk digter, dramatiker og præst.

## Liv og virke
Han blev student fra Metropolitanskolen i 1837 og cand.theol. i 1843 .
Han virkede fra 1854 til 1880 som præst i Silkeborg og Hillerød.
Han blev gift første gang d. 2. november 1848 med Henriette Vilhelmine Louise Mantzius (1824-1849). Hun var søster til vennen skuespilleren Kristian Mantzius. Gift anden gang med Christiane Georgine Elisabeth Hauch i 1855, datter af Carsten Hauch. De fik en søn, Helge Hostrup (1862-1949).
Hostrup benyttede ofte pseudonymet Jens Kristrup (Christrup).
Han er begravet på Frederiksberg ældre kirkegård.

## Erindringer
- Erindringer fra min Barndom og Ungdom, 1891.
- Senere Livserindringer, 1893.

## Småvers af Hostrup (1882)

### Min Fader var en Abekat (En Naturforskers Stamtavle)  Af C. Hostrup
Min Fader var en Abekat
med Hale naturligvis
med fire Hænder som godt tog fat og
vilde være i Pris.
Mest føler jeg tabet af Halen,
det tyder paa Slægtens Dalen;
dog den Forvisning har,
jeg ligner endnu min Far.

Min Bedstefar var af Øgleæt.
Han gav kun klamme Kys,
Jeg kan ikke male hans Portræt,
men ved, han fo’er helst tilsøs.
Jeg lider og-saa det vaade,
skjønt rigtignok kun med Maade,
og mener, end Træk jeg har,
som minder om Bedstefar.

Min Oldefar han var Andemad,
han mærked ej Lykkens Spil,
men voksede fredelig,
mild og glad, for Ænder var da ikke til.
Hver and, det mig lykkes at vinde,
jeg æder som Slægtens Fjende,
det jeg paa Følelelsen har,
jeg skylder min Oldefar.

Min Tipoldefar – ja han var Dynd,
og det er at, hvad jeg ved.
Han trykkedes aldrig af Sorg og Synd,
og derfor var han saa fed.
Kun lidet Synden mig plager,
med livet jeg let det tager,
og ligner, den Sag er klar,
imeget min Tipoldefar.

Hans Fader igjen var ingenting,
det dejlige runde Nul.
Men det gjør min Tanke altid omkring
og vil ikke ind i det Hul.
Saa maa jeg da lade det være
og kun holde Hullet i Ære,
thi hele min Visdom har
jeg fra min Tiptipoldefar.

### Ved at tro paa Livet
Ved at tro på livet erfares det.
Ved at elske livet forklares det.
Ved at vove livet forsvares det.
Ved at give livet bevares det.

## Udvalgte værker
- Hostrups sange på Wikisource
- Genboerne. 1844
- Eventyr på Fodrejsen. 1847
- Jens Christian Hostrup (1884), Sange og Digte fra de senere Aar, København: Gyldendal, Wikidata   Q133845634
- Komedier. 1900